# Amphissa bicolor
Amphissa bicolor är en snäckart som beskrevs av Dall 1892. Amphissa bicolor ingår i släktet Amphissa och familjen Columbellidae. Inga underarter finns listade i Catalogue of Life.